# OpenSSH
OpenSSH, hay có tên là OpenBSD Secure Shell, là một bộ tiện tích mạng liên quan đến bảo mật máy tính dựa trên giao thức SSH, giúp bảo mật thông tin liên lạc mạng qua sự mã hóa giao thông mạng (network traffic) bằng các phương thức mã hóa đa dạng và cung cấp các khả năng đường hầm bảo mật (secure tunneling capabilities)